# Diecezja Mysore
Diecezja Mysore – diecezja rzymskokatolicka w Indiach. Została utworzona w 1850 jako wikariat apostolski. Diecezja od 1886.

## Ordynariusze
- Etienne-Louis Charbonnaux, M.E.P. † (1850–1873)
- Joseph-Auguste Chevalier, M.E.P. † (1873–1880)
- Jean-Yves-Marie Coadou, M.E.P. † (1880–1890)
- Eugène-Louis Kleiner, M.E.P. † (1890–1910)
- Augustin-François Baslé, M.E.P. † (1910–1915)
- Hippolyte Teissier, M.E.P. † (1916–1922)
- Maurice-Bernard-Benoit-Joseph Despatures, M.E.P. † (1922–1940)
- René-Jean-Baptiste-Germain Feuga, M.E.P. † (1941–1962)
- Sebastião Francisco Mathias Fernandes † (1963–1985)
- Francis Michaelappa † (1986–1993)
- Joseph Roy † (1994–2003)
- Thomas Vazhapilly, (2003–2017)
- Kannikadass William Antony (2017–2024)
- Francis Serrao S.J. (2025–)